# Ystads stadsbussar

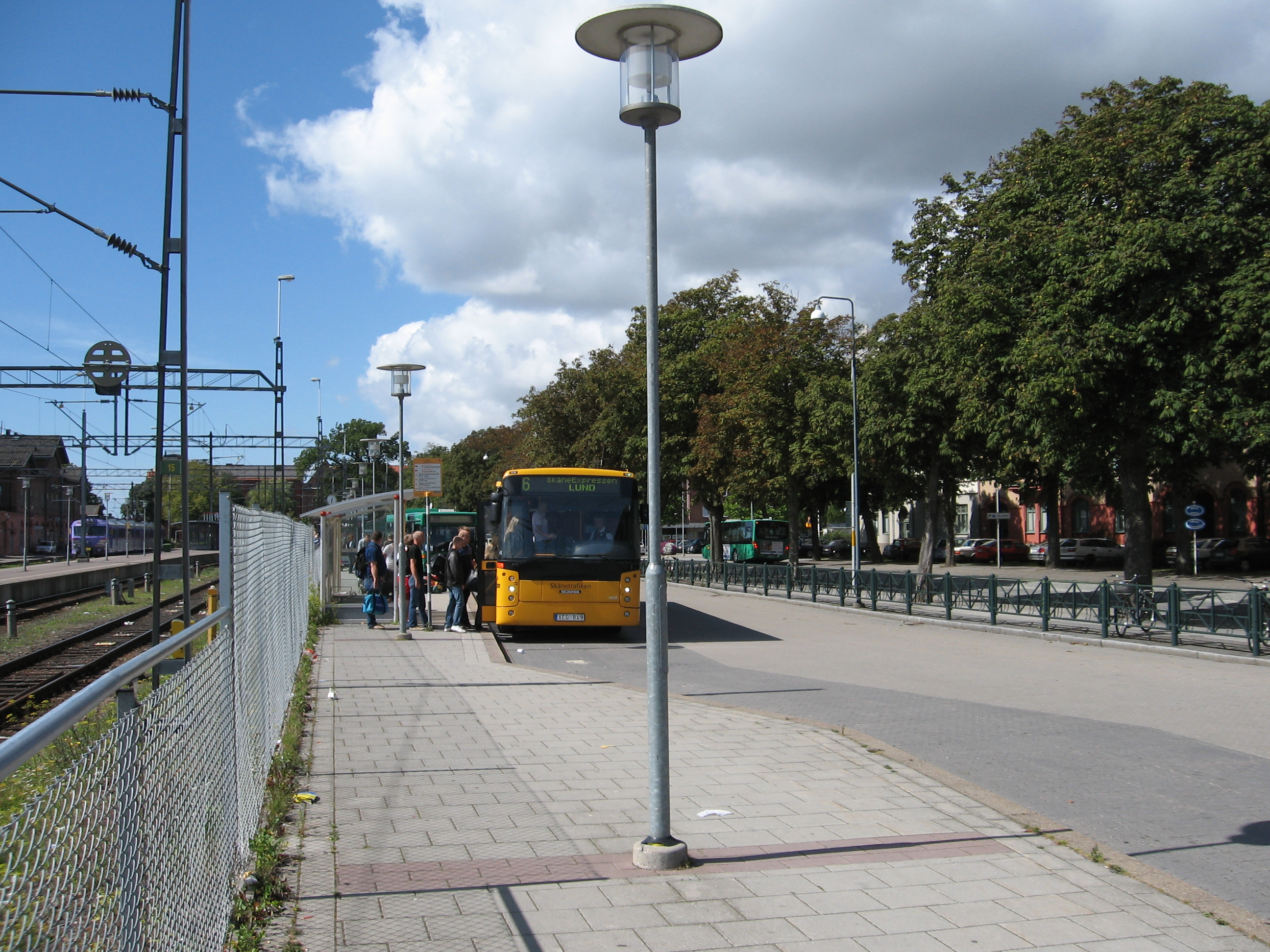
Busstationen i Ystad

Ystads stadsbussar är gröna, precis som Skånetrafikens övriga stadsbussar. Trafikhuvudman för stadsbusstrafiken i Ystad är Skånetrafiken, som även sköter regionbussarna.

## Linjer
Fr.o.m 11 augusti 2019 finns det 6 stadsbusslinjer i Ystad.
| Linje | Sträckning                                      |
| ----- | ----------------------------------------------- |
| 1     | Stationen - Västra sjöstaden                    |
| 2     | Regementet - Stationen                          |
| 3     | Stationen - Backaskolan                         |
| 4     | Källesjö - Stationen                            |
| 5     | Stationen - Saltsjöbaden                        |
| 6     | Stationen - Lasarettet - Stortorget - Stationen |

## Trafik
Trafiken körs av Bergkvarabuss Ystad.